# Franz Ölzelt
Franz Ölzelt (* 5. September 1887 in Niedergrünbach; † 1. Februar 1963 in Hinterbrühl) war ein österreichischer Politiker (CSP) und Stadtpfarrer von Gmünd. Ölzelt war von 1923 bis 1934 Abgeordneter zum Nationalrat und von 1934 bis 1938 Mitglied des Landtags von Niederösterreich.

## Leben
Ölzelt besuchte nach der Volksschule das Stiftsgymnasium Seitenstetten und danach das Alumnat St. Pölten. Er empfing 1911 die Priesterweihe und war als Kaplan in Würmla tätig. Später wechselte er nach Weitersfeld, Groß-Siegharts und Gmünd. Ölzelt war zudem ab 1917 Sekretär des Katholischen Volksbundes und ab 1922 Generaldirektor des Katholischen Volksbundes der Diözese St. Pölten. Zwischen 1924 und 1938 war er Pfarrer in Gmünd.

## Politik
Ölzelt vertrat die Christlichsoziale Partei zwischen dem 20. November 1923 und dem 1. Oktober 1930 sowie vom 2. Dezember 1930 bis zum 19. Februar 1934 im Nationalrat (II., III. und IV. Gesetzgebungsperiode) und war danach während des Austrofaschismus zwischen dem 22. November 1934 und dem 12. März 1938 Vertreter der Land- und Forstwirtschaft im Niederösterreichischen Landtag.